# Parkinsonia florida
Parkinsonia florida ist eine Pflanzenart aus der Gattung der Parkinsonien (Parkinsonia) innerhalb der Familie der Hülsenfrüchtler (Fabaceae). Sie ist in den südwestlichen Vereinigten Staaten und im nordwestlichen Mexikos beheimatet.

## Beschreibung

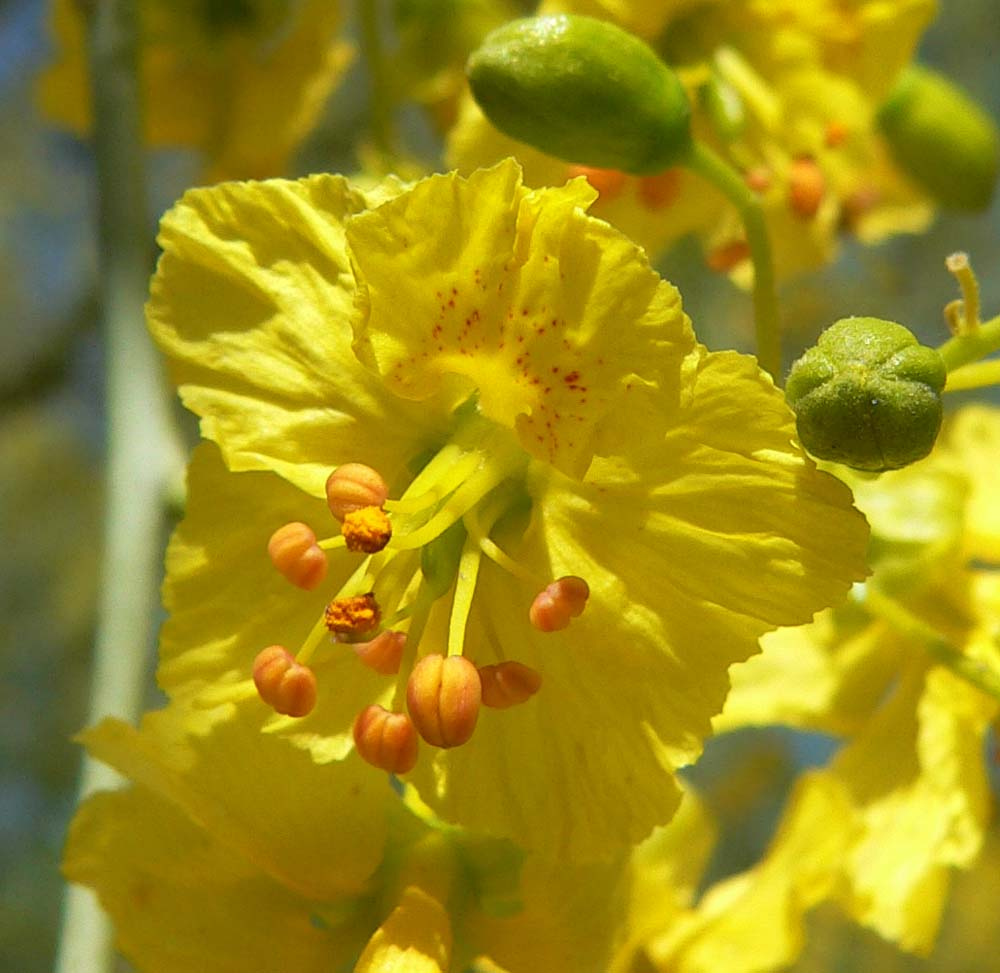
Blüte im Detail

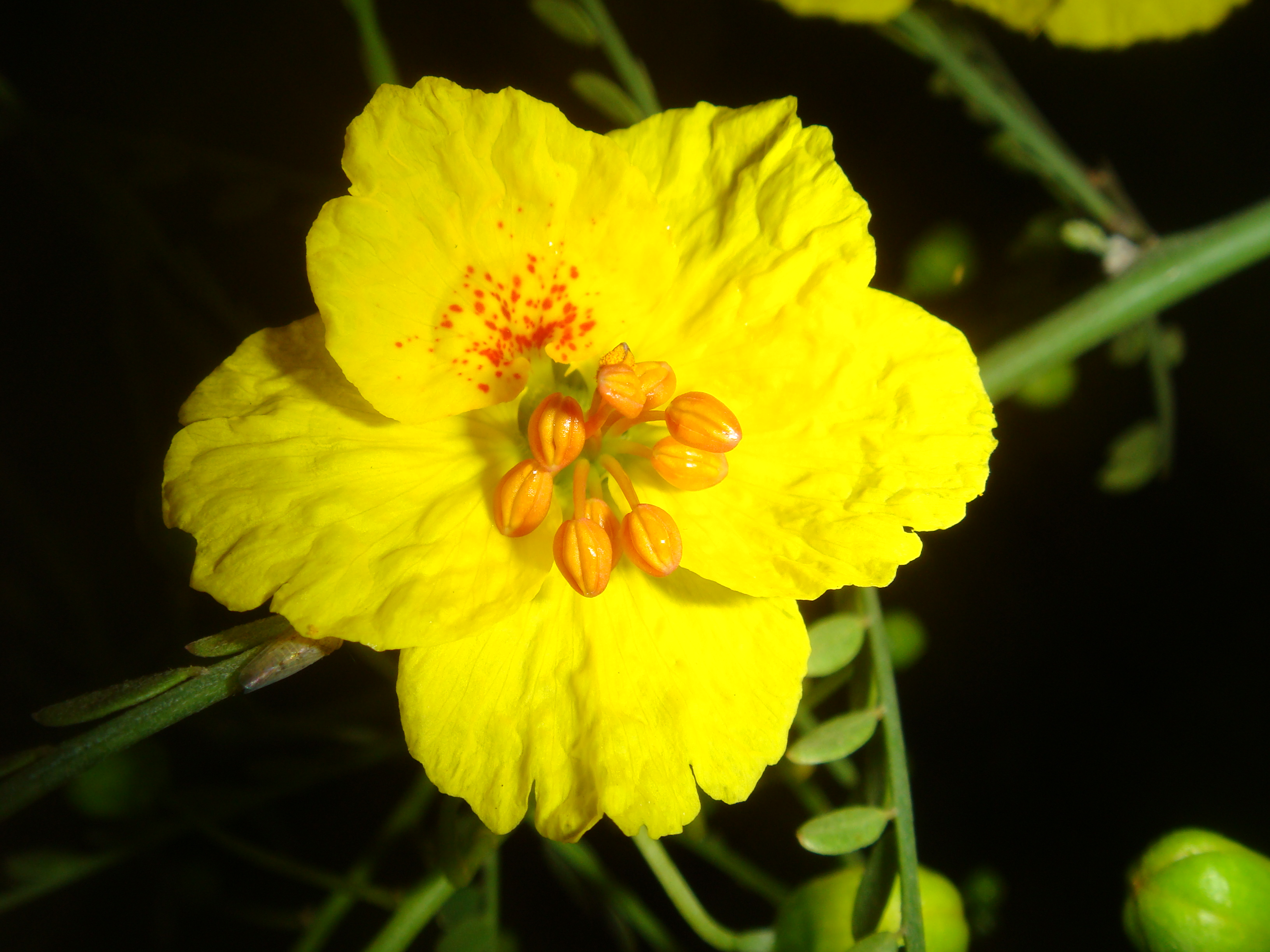
Blüte im Detail

### Erscheinungsbild und Blatt
Parkinsonia florida ist ein schnellwüchsiger, mehrstämmiger, dorniger, laubabwerfender Baum, der Wuchshöhen von 10 bis 12 Metern erreichen kann. Er hat eine offene, sehr weit ausladende Baumkrone (bis zu 15,2 Quadratmeter Flächenbedeckung) und einen relativ kurzen Stamm mit einem Durchmesser von bis zu 50 Zentimetern. Stamm und Äste besitzen eine recht dünne, blaugrüne Rinde und sind zur Photosynthese fähig.
Die wechselständig angeordneten Laubblätter sind paarig gefiedert (Gesamtgröße 1 bis 2,5 Zentimeter) und bestehen aus ein bis drei Paare, kleinen (4 bis 8 Millimeter), blaugrünen Fiederblättchen, die in Dürreperioden abgeworfen werden.

### Blüte
Die Blütezeit im Spätfrühling (Ende März bis Anfang Mai) dauert in der Regel zwei Wochen. Die Blüten sind (hell)gelb, haben einen Durchmesser von 12 bis 18 Millimeter und besitzen eine doppelte Blütenhülle. Der Blütenkelch ist 6 bis 7 Millimeter lang. Die meist fünf, selten vier Kronblätter sind 8 bis 10 Millimeter lang. Es sind zehn freie Staubblätter vorhanden.

### Frucht und Samen
Die Hülsenfrüchte sind 4 bis 12 Zentimeter lang und 7 bis 10 Millimeter breit. Jede Hülsenfrucht enthält bis zu acht flache bohnenartige Samen. Die Samen sind olivbraun, abgeflacht, glatt und sind 7,5 bis 10 Millimeter lang bei einer Breite von 6 bis 7 Millimetern.

## Ähnliche Arten
Unterscheidungsmerkmale von Parkinsonia florida zur nahverwandten Art Parkinsonia microphylla (Palo Verde der Vorgebirgszone), mit der sich Parkinsonia florida kreuzen kann, sind seine stärker herabhängenden Zweige, sein rascher Reifeprozess und sein an Trockentäler gebundener Standort, da der Baum einen relativ hohen Bedarf an Wasser hat. Bei Parkinsonia florida sind die Hülsenfrüchte etwas länger und flacher, außerdem sind die Schalen härter als bei Parkinsonia microphylla.

## Ökologie
Das Wurzelsystem von Parkinsonia florida verfügt über keine Mykorrhyzen.

## Verbreitung
Das Verbreitungsgebiet von Parkinsonia florida erstreckt sich über das südöstliche Kalifornien, den äußersten Süden Nevadas und das zentrale und südliche Arizona, sowie über die mexikanischen Bundesstaaten Baja California Norte und Sonora. In Baja California Sur und in Sinaloa bestehen isolierte Vorkommen.

## Ökosysteme und Pflanzenassoziationen
Parkinsonia florida gehört zum Wüstenstrauch- und zum Wüstengrünlandökosystem. Laut A. W. Kuchler geht der Baum mit folgenden Pflanzen Assoziationen ein:
- Mesquitestrauch (Prosopis)
- Kreosotbusch (Larrea tridentata)
- Traubenkraut Ambrosia dumosa und
- Kakteensträuchern

## Standort
Parkinsonia florida ist ein charakteristischer Baum der Sonora-Wüste und insbesondere der Colorado-Wüste. Er gedeiht auf den unteren und mittleren Abschnitten von Bajadas, als verstreute Baumgruppen entlang Arroyos und in Trockentälern. Nur gelegentlich ist er auch auf Hanglagen (der Vorgebirgszone) zu finden. Hauptmerkmal all dieser Standorte ist die sporadische Wasserführung.
Parkinsonia florida steigt bis auf eine Höhenlage von 1200 Meter.

## Taxonomie
Die Erstveröffentlichung erfolgte unter dem Namen Cercidium floridum durch Asa Gray nach George Bentham in Smithsonian Contributions to Knowledge Band 3, Artikel 5, Seite 174–175. Die Neukombination zu Parkinsonia florida (Benth. ex A.Gray) S.Watson wurde 1876 durch Sereno Watson in Proceedings of the American Academy of Arts and Sciences Band 11 Seite 135 veröffentlicht. Das Artepitheton florida (Italienisch für „blühend, blütenreich“) leitet sich letztendlich vom Lateinischen flōs (Blume) ab. Weitere Synonyme für Parkinsonia florida (Benth. ex A.Gray) S.Watson sind: Cercidium torreyanum (S.Wats.) Sarg., Cercidium torreyanum Sarg., Parkinsonia torreyana bzw. Parkinsonia torreyanum S.Wats.

## Verwendung
Die Cahuilla-Indianer trockneten die Samen und machten Mehl daraus. Außerdem diente ihnen der Baum als Sicht- und Sonnenschutz. Die Yuma rösteten die Samen, zerrieben sie und stellten einen Brei daraus her. Die Pima-Indianer aßen die frischen Schoten roh und schnitzten aus dem Holz Kochutensilien.

## Namensherkunft der Trivialnamen und Symbolik
Im spanischen Sprachraum heißen die Parkinsonien „Palo Verde“ (Grüner Stock) wegen des grüngefärbten Stammes, der photosynthetische Aufgaben übernimmt. Parkinsonia florida wurde zum ersten Mal vom irischen Botaniker Thomas Coulter im Jahr 1830 botanisch kategorisiert, als er mehrere Pflanzen aus der Nähe von Hermosillo erhalten hatte.
Parkinsonia florida ist der Staatsbaum des Bundesstaates Arizona. Parkinsonia florida gilt wegen seiner blaugrünen Blätter als „Blauer Palo Verde“.

## Genetischer Fingerabdruck
Von Samen des Parkinsonia florida wurde im Jahr 1993 erstmals in der Kriminalgeschichte ein genetischer Fingerabdruck einer Pflanze erstellt und vor Gericht verwendet, um zu beweisen, dass die am Auto des Verdächtigen gefundenen Samen von einer ganz bestimmten Pflanze stammen, die neben dem Tatort wächst.